# Ácido clavulânico
Ácido clavulânico (utilizado farmaceuticamente na sua forma de sal de potássio, chamado de clavulanato original) é um fármaco que age inibindo a ação das beta-lactamases que são enzimas responsáveis pela perda de ação de algumas classes de antibióticos.
O ácido clavulânico acaba funcionando como um agente protetor do antibiótico, protegendo-o do ataque da bactéria resistente a antibióticos. Trata-se de uma associação medicamentosa que propicia uma ação combinada para combater bactérias patogênicas resistentes.
É um produto oriundo do metabolismo secundário de Streptomyces clavuligerus, uma actinobactéria, produzido à maior velocidade logo após a fase de crescimento celular desse microrganismo.